# Christopher Thomas Knight
Christopher Thomas Knight známý jako North Pond Hermit (česky Poustevník od Severního rybníka) (* 7. prosince 1965) je Američan, který byl poustevníkem. Po 27 let se vyhýbal kontaktu s lidmi v lesích amerického státu Maine. Přežíval díky vloupáním do prázdných domů, kde kradl jídlo, oblečení, baterie a plyn v lahvích. Vloupal se přibližně do 1000 domů, což znamená, že provedl přibližně 40 vloupání ročně. Jeho zatčení se věnovala média po celém světě.
Do lesa odešel v roce 1986 ve věku dvaceti let. Od té doby se jeho kontakt s lidmi zúžil na jediné setkání s turistou, kterého pozdravil. Byl zadržen při vloupání v roce 2013.
Rodiče Christophera Knighta nikdy neoznámili jeho zmizení. Mnoho lidí ho obdivuje, že dokázal tak dlouho přežít tvrdé zimy v státě Maine. Nikdy nerozdělával oheň, aby na sebe neupozorňoval.
Po svém zatčení byl odsouzen k 7 měsícům vězení, z čehož při rozsudku po odečtení doby strávené ve vyšetřovací vazbě zbýval pouhý týden. Popsal své hluboké etické pochybnosti, které provázely krádeže a deklaroval, že krást je špatné. Státní zástupce uvedl, že delší trest by byl příliš krutý. Po propuštění musí každý týden navštěvovat soudce, musí se vyhýbat alkoholu a sehnat si práci nebo vzdělávání.